# 桉樹丘陵 (加利福尼亞州)
桉樹丘陵（英語：Eucalyptus Hills）是位於美國加利福尼亞州聖地牙哥縣的一個人口普查指定地區。

## 地理
桉樹丘陵的座標為32°52′46″N 116°56′36″W / 32.87944°N 116.94333°W，而該地最高點為海拔高度191米（即627英尺）。

## 人口
根據2010年美國人口普查的數據，桉樹丘陵的面積為12.364平方千米，當中陸地面積為12.325平方千米，而水域面積為0.039平方千米。當地共有人口5313人，而人口密度為每平方千米429人。